# جيم لامبرت
جيم لامبرت (بالإنجليزية: Jim Lambert)‏ هو صحفي رياضي أمريكي، ولد في 2 سبتمبر 1966.